# Hormerty
Pour les articles homonymes, voir Horus (homonymie) et Horus.
Hormerty est une divinité de la mythologie égyptienne, dont le nom égyptien, Hor-Merty, signifie « l'Horus des deux yeux ». Il est l'une des formes du dieu Horus.
Cet Horus, vénéré dans l'est du delta du Nil, est une forme d'Haroëris vénéré à Farboctos. Son épithète « l'Horus des deux Yeux », le met en relation avec les Horus Cosmiques. Il s'agit d'une divinité guerrière qui lutte contre le serpent Apophis, à l'avant de la barque de Rê, ainsi que contre Seth. Il s'agit d'un dieu intégré tant dans le cycle solaire que dans le cycle osirien ; dans les deux cas c'est une divinité très active, un protecteur et un défenseur d'Osiris et de Rê.
Son œil gauche représente la lune et le droit, le soleil. La légende veut que Seth ait arraché l'œil gauche d'Horus lors d'un terrible combat. C'est Thot qui lui aurait rendu sous forme d'un croissant de lune.
Une autre interprétation du mythe donne l'œil gauche comme un croissant de lune et l'œil droit comme la pleine lune. Il s'agit peut-être de l'explication apportée au phénomène de phases lunaires qui seraient alors l'éternel recommencement de la lutte entre Horus et Seth, où alternativement, Horus perd son œil, puis le récupère des mains de Thot.
Il est représenté sous les traits d'un faucon ou d'un homme à tête de faucon. Souvent, faisant l'offrande de ses deux yeux (le Soleil et la Lune), qu'il tient dans la main.
Il fut adoré à Farboctos. Farboctos fut parfois appelé Per Hor-Marty, c'est-à-dire, « la maison de Hor Marty ».
D'autres divinités portent, au même titre qu'Horus, le titre de Merity. Comme Osiris, Rê ou Amon.